# Uspachus misionensis
Uspachus misionensis är en spindelart som beskrevs av Galiano 1995. Uspachus misionensis ingår i släktet Uspachus och familjen hoppspindlar. Inga underarter finns listade i Catalogue of Life.